# سعید مغیشی
سعید مغیشی (انگلیسی: Saïd Meghichi؛ زادهٔ ۵ فوریهٔ ۱۹۶۱) بازیکن فوتبال اهل الجزایر بود.
از باشگاه‌هایی که در آن بازی کرده‌است می‌توان به باشگاه فوتبال مولودیه الجزایر اشاره کرد.
وی همچنین در تیم ملی فوتبال الجزایر بازی کرده‌است.